# Christian Schønau
Christian Schønau Jørgensen (født 16. november 1966 i Odense) er en dansk jurist og fra 14. januar 2024 ansat som hofmarskal for kongehuset. Fra 2010 til 2024 var han hofchef for Kronprins Frederik og Kronprinsesse Mary, og fra 2005 til 2010 var han departementschef i forskellige ministerier.